# Toluca
Toluca de Lerdo (Nahuatl: Tollocan, Otomí: Nzehni) is de hoofdstad van de Mexicaanse deelstaat Mexico. Toluca heeft 819.561 inwoners (census 2010), maar de agglomeratie heeft meer dan twee miljoen inwoners. Het is de hoofdstad van de gemeente Toluca.

## Stadsbeeld
Met 2680 meter hoogte is het een van de hoogstgelegen steden van Noord-Amerika. Vanwege de grote hoogte heeft Toluca een relatief koud klimaat. De stad ligt in het Dal van Toluca aan de Río Lerma, aan de voet van de vulkaan Nevado de Toluca. Toluca is een belangrijk industrieel centrum, vooral de automobielindustrie is belangrijk, met vestigingen van Daimler AG, Nissan, General Motors, BMW en Mitsubishi. Ook de voedingsmiddelen-, farmaceutische en chemische industrie zijn belangrijk voor de plaatselijke economie.
Toluca is de thuisbasis van Club Toluca, een voetbalclub uit de hoogste divisie van het Mexicaanse voetbal.

## Geschiedenis
De naam komt van het Nahuatl tollocan, plaats van de god Tolo. De Matlatzinca die in de vallei van Toluca woonden, werden in 1474 verslagen door de Azteekse keizer Axayacatl.
De Spaans-koloniale stad werd al snel na de verovering, in 1522, gesticht. In de koloniale tijd ontwikkelde Toluca zich tot een belangrijke markt voor agrarische producten. In 1830 werd Toluca de hoofdstad van de deelstaat Mexico, dat eerst Tlalpan en daarvoor Texcoco was.
De stad is later hernoemd naar de 19e-eeuwse politicus Miguel Lerdo de Tejada.

## Sport
In Toluca is de voetbalclub Deportivo Toluca FC actief. Deze club speelt zijn thuiswedstrijden het stadion  Estadio Nemesio Díez.

## Geboren in Toluca
- Ángel María Garibay K. (1892-1967), taalkundige
- Pablo González Casanova (1922-2023), socioloog
- Javier Lozano Barragán (1933-2022), kardinaal
- Ignacio Pichardo Pagaza (1935-2020), politicus
- Alfredo del Mazo González (1943-2019), politicus
- Adriana Barraza (1956), actrice
- Jorge Hank Rhon (1956), politicus en zakenman
- Dionicio Cerón (1965), atleet